# Aeropuerto Metropolitano de Chattanooga
El Aeropuerto Metropolitano de Chattanooga "Campo Lovell" (IATA: CHA, OACI: KCHA, FAA LID: CRHA) es un aeropuerto comercial que se encuentra a 8 km (5 millas) al este del centro de Chattanooga, en el Condado de Hamilton, Tennessee, Estados Unidos. El aeropuerto es propiedad de la Autoridad Aeroportuaria Metropolitana de Chattanooga la cual también es su entidad operadora. El Plan Nacional de Sistemas Aeroportuarios Integrados de la Administración Federal de Aviación (FAA) para 2019-2023 lo clasificó como un centro de operaciones comercial principal de tamaño pequeño.

## Historia
El primer vuelo regular de una aerolínea en Tennessee tuvo lugar en Chattanooga en 1928, en el Aeropuerto Marr, inaugurado en diciembre de 1919 y nombrado en honor a Walter L. Marr, junto a la actual Carretera Amnicola. Chattanooga era una escala en la ruta de Correo Aéreo por Contrato operada por Interstate Airlines entre Atlanta y Chicago. Charles Lindbergh, el aviador de fama mundial que pilotó el Spirit of St. Louis sobre el océano Atlántico en mayo de 1927, llegó al Aeropuerto Marr el 5 de octubre de 1927.
En 1930, gracias al interés y la visión de futuro de John Lovell, presidente del Club Kiwanis local y de la Cruz Roja Americana, se inauguró un nuevo Aeropuerto de Chattanooga con una pista sin pavimentar en su ubicación actual, bautizado como Lovell Field en su honor. En 1936, se amplió la zona de aterrizaje y se pavimentaron las pistas como parte de la Administración de Progreso de Obras (WPA) del New Deal. La terminal original se construyó en esa época.
Durante la Segunda Guerra Mundial, Lovell Field fue un centro de entrenamiento militar. El auge de la aviación en la década de 1950 condujo a la transferencia de las operaciones aeroportuarias a la ciudad de Chattanooga y a la expansión del aeropuerto con una nueva pista, la principal hoy en día. El edificio original de la terminal, que data de la década de 1930, fue ampliado en 1950 y 1955 por la ciudad antes de ser reemplazado por una nueva terminal en 1964. La propiedad del aeropuerto fue transferida de Chattanooga a la Autoridad del Aeropuerto Metropolitano de Chattanooga (CMAA) en julio de 1985.

## Instalaciones
Lovell Field cubre 950 acres (380 ha) y tiene dos pistas de asfalto: 2/20 tiene 7,400 x 150 pies (2,256 x 46 m) y 15/33 tiene 5,575 x 150 pies (1,699 x 46 m). El Aeropuerto Metropolitano de Chattanooga cuenta con una explanada con ocho puertas de embarque. En marzo de 2024, el aeropuerto inauguró dos puertas de embarque adicionales, además de un nuevo restaurante, una tienda de regalos y un centro de negocios. Esto completó una expansión que incluyó la construcción de 26,000 pies cuadrados adicionales de una nueva ala de terminal y la renovación de 36,000 pies cuadrados de la terminal existente. United Express, Delta Air Lines, American Eagle, Spirit y Allegiant Air ofrecen servicios aéreos.

## Aerolíneas y destinos

### Pasajeros
| Aerolínea        | Destinos |
| ---------------- | --- |
| Allegiant Air    | Las Vegas, Orlando-Sanford, San Petersburgo-Clearwater Estacional:Punta Gorda (FL)                                  |
| American Eagle   | Charlotte, Chicago-O'Hare(reinicia el 6 de octubre de 2025), Dallas-Fort Worth, Washington-Reagan Estacional: Miami |
| Delta Air Lines  | Atlanta |
| Delta Connection | Atlanta, Detroit, Nueva York-LaGuardia                                                                              |
| Spirit Airlines  | Fort Lauderdale, Newark, Orlando                                                                                    |
| United Express   | Chicago-O'Hare |

### Carga
| Aerolínea     | Destinos |
| ------------- | -------- |
| FedEx Express | Memphis  |